# Der Friedensrichter von Jacksonville
Der Friedensrichter von Jacksonville ist ein US-amerikanischer Stummfilmwestern aus dem Jahr 1928 von Del Andrews mit Hoot Gibson und Georgia Hale in den Hauptrollen. Der Film wurde von Universal Pictures produziert und basiert auf einer Originalstory von Peter B. Kyne.

## Handlung
Der junge und temperamentvolle Ire Dennis O’Hara ist für J. Francis Jackson, den führenden Bürger der Stadt, eine ständige Quelle der Belästigung. Obwohl Dennis seinen Rivalen jedes Jahr beim jährlichen Pferderennen besiegt hat, erwirbt Jackson schließlich das Siegerpferd als Begleichung einer Spielschuld.
Der jüdische Kaufmann Simon Silverberg und seine Tochter Jessica kommen in die Stadt, um ein Geschäft zu eröffnen. Jackson stachelt die Stadtbewohner auf, um die Neuankömmlinge zu vertreiben. Dennis greift ein und bietet den Silverbergs seine Hütte an. Er verdient das Geld, um sein Pferd zurückzukaufen, aber Jackson weigert sich, es zu verkaufen, also stiehlt Dennis das Tier. Später kehrt Dennis zurück und findet Jackson praktisch an der Spitze der Stadt vor, der sein Vermögen darauf setzt, dass er das diesjährige Rennen gewinnen wird. Obwohl Jackson alles in die Wege leitet, um Dennis am Sieg zu hindern, triumphiert der Ire und schlägt seinen Gegner mit einer Peitsche nieder. Zu seinem Glück kommt Dennis mit Jessica zusammen.

## Hintergrund
Gedreht wurde der Film von August bis September 1927.
Der US-Kinostart erfolgte am 29. Januar 1928.
Da keine Kopien der sechs Filmrollen existieren, gilt der Film als verschollen.